# Nilakantha dharani

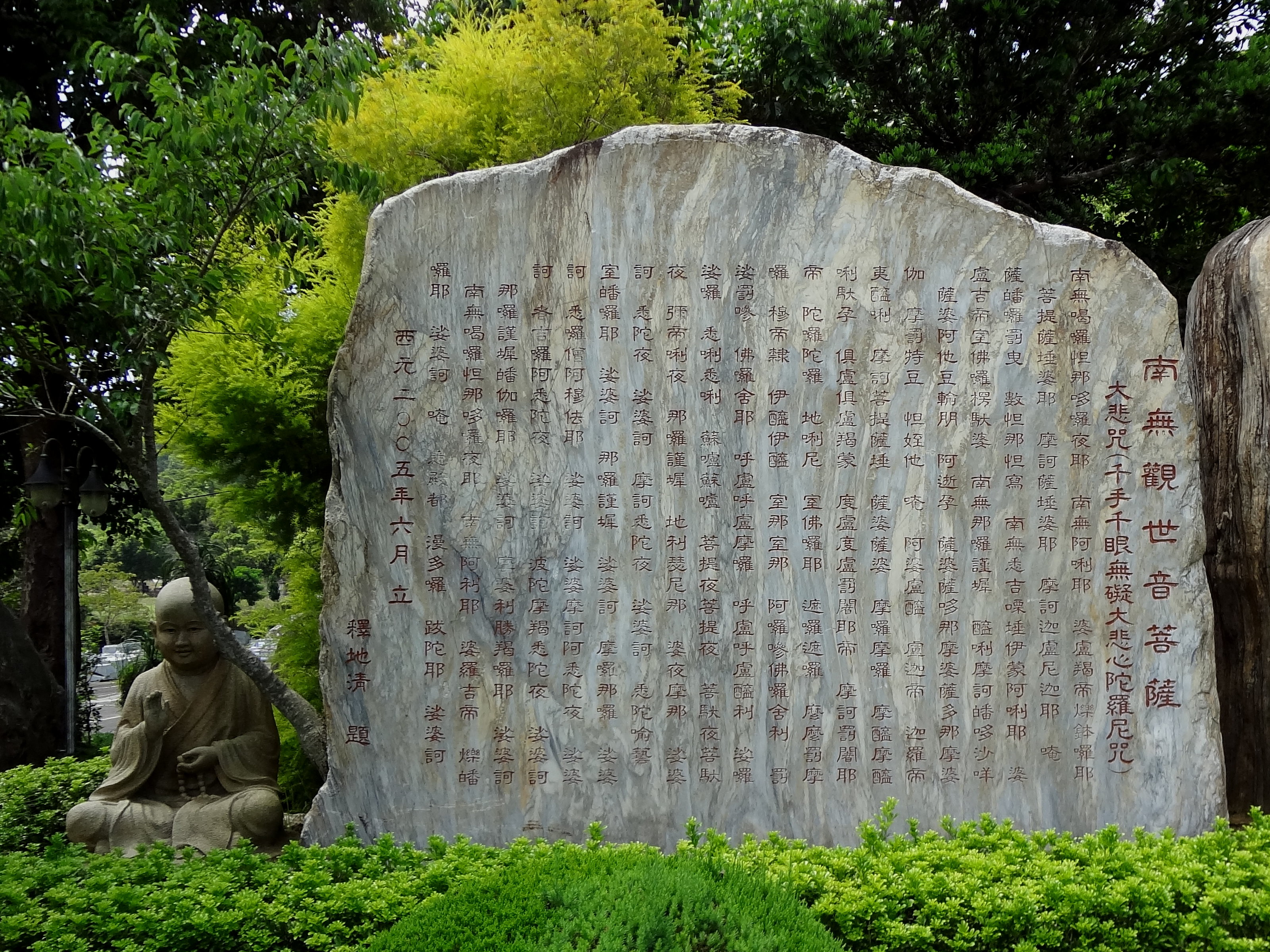
El Nilakantha dharani grabado en una estela. Pagoda Fo Ding Shan Chao Sheng, Sanyi, Taiwán (2005).

El Nilakantha dharani es un discurso ritual similar a un mantra (ver Dhâranis) importante en el budismo Mahāyāna. 
Como el hoy en día popular Om mani padme hum, es un mantra muy conocido en el este de Asia, recitado a menudo para protección y purificación.
Fue pronunciado por el bodhisattva Avalokiteshvara antes de una asamblea de budas, bodhisattvas, devas y reyes, de acuerdo con el Mahakarunikacitta Sutra. 

## Origen
Se encontraron doce rollos con los textos del Nīlakaṇṭha Lokeśvara (नीलकण्ठ लोकेश्वर) (lit. "El Señor del mundo con el cuello azulado") en la cueva Dunhuang (敦煌) en la antigua Ruta de la Seda y actual provincia de Gansu (甘肅) en China. 
Sramana Bhagavaddhrama llevó a cabo la traducción al Khotan, en la cuenca del Tarim. El texto del Nīlakaṇṭhaka fue traducido al chino por tres maestros en el siglo VII y principios del siglo VIII, primero por Chih-t'ung (智通 Zhitōng) dos veces entre 627-649 d. C. (T. 1057a y T. 1057b, Nj. 318), seguido por Bhagavaddharma entre 650-660 d. C. (T. 1059 y T. 1060, Nj.320) y después por Bodhiruci en 709 d. C. (T. 1058, Nj. 319).
La escritura en Sidham del Tripitaka chino (T. 1113b, 20.498-501) fue corregida comparándola con la versión de Chih-t'ung , que se encuentra en el Tripitaka Ming. Todos los textos sánscritos en el Tripitaka Ming fueron reunidos por Rol-pahi Rdorje en la colección cuadrilingüe de dhāranīs con el título: Sanskrit Texts from the Imperial Palace at Peking. 
El principal objetivo fue restaurar el texto sánscrito con la ayuda de los textos tibetanos. La reconstrucción de Rol-pahi Rdorje (STP. 5.1290-6.1304) del Nīlankanthaka fue traducida por Chih-t'ung entre 627-649 (T. 1057b, Nj. 318) y es más larga que la de Amoghavajra (不空金剛). Un extraordinario esfuerzo de reconstrucción textual fue emprendido en la primera mitad del siglo XVIII, sin embargo, la versión de Chih-t'ung es raramente mencionada en la tradición Mahayana.
El Nīlakaṇṭha Dhāranī fue traducido al chino por Vajrabodhi (金剛智, realizado entre 719-741 d. C. T.1112), dos veces por su discípulo Amoghavajra (entre 723-774 d. C., T. 1111, T. 1113b) y en el siglo XIV por Dhyānabhadra (entre 1326-1363 d. C., T. 1113a). La versión de Amoghavajra (T. 1113b) fue escrita en escritura Siddham en el Tripitaka chino (T. 1113b, 20.498-501). Esta versión es la forma más aceptada actualmente.

## Traducciones y transliteraciones
El Nīlakaṇṭha Dhāranī (नीलकण्ठ धारनी) también es conocido como Mahā Karuṇā Dhāranī (महा करुणा धारनी) y también popularmente como Mantra de la Gran Compasión o Dàbēi Zhòu (大悲咒) en chino mandarín,